# Баумгартен, Николай Александрович
Николай Александрович фон Баумгартен (1867—1939) — генеалог, специалист по генеалогии русских князей XI—XVI веков.
Баумгартен занимался генеалогией Рюриковичей — как разных ветвей дома, так и отдельных представителей. После Октябрьской революции в 1920 году эмигрировал. Жил в Италии, работал в Ватикане. Публиковался в издававшемся с января 1930 по январь 1934 в Париже архимандритом Александром Евреиновым журнале «Благовест».

## Публикации
- Баумгартен Н. А. Ярослав Святополкович и его семья // Известия Русского императорского генеалогического общества. — СПб., 1906. — № 3. — С. 1—32.
- Баумгартен Н. А. Старшая ветвь Черниговских Рюриковичей // Летопись историко-родословного общества. — М., 1906. — № 4. — С. 13—16.
- Баумгартен Н. А. Старшая ветвь Мономаховичей // Летопись историко-родословного общества. — М., 1906. — № 4. — С. 17—20.
- Баумгартен Н. А. К родословию последних Великих князей Рязанских // Летопись историко-родословного общества. — М., 1907. — № 3. — С. 3—6.
- Баумгартен Н. А. К родословию князей Мезецких // Летопись историко-родословного общества. — М., 1907. — № 3. — С. 6—8.
- Баумгартен Н. А. Первая ветвь князей Галицких: Потомство Владимира Ярославича // Летопись историко-родословного общества. — М., 1908. — № 4. — С. 3—20.
- Баумгартен Н. А. К родословию великих князей Владимирских: Мать Александра Невского; // Летопись историко-родословного общества. — М., 1908. — № 4. — С. 21—23.
- Баумгартен Н. А. Феофания Музалонисса — жена Олега Святославича Черниговского // Летопись историко-родословного общества. — М., 1908. — № 4. — С. 29—30.
- Баумгартен Н. А. Вторая ветвь князей Галицких: Потомство Романа Мстиславича // Летопись историко-родословного общества. — М., 1909. — № 1. — С. 3—46.
- Баумгартен Н. А. Кунигунда Орламюндская, княгиня русская и её потомство // Летопись историко-родословного общества. — М., 1909. — № 3. — С. 32—40.
- Баумгартен Н. А. К родословию Святополковичей Турово-Пинских. Княгиня Евфросинья Борисовна Пинская // Летопись историко-родословного общества. — М., 1909. — № 3. — С. 41—42.
- Баумгартен Н. А. Прибыслава (Примислава, Предислава) Ярославна, княгиня (герцогиня) поморская // Летопись историко-родословного общества. — М., 1909. — № 3. — С. 43—51.
- Баумгартен Н. А. Силезские герцоги — претенденты Галицкие // Летопись историко-родословного общества. — М., 1909. — № 3. — С. 52—55.
- Баумгартен Н. А. Основатели второй династии в Галицкой земле // Известия Русского императорского генеалогического общества. — СПб., 1909. — № 9. — С. 1—53.
- Баумгартен Н. А. Вышеслава (Вячеслава) Святославна, королева Польская // Летопись историко-родословного общества. — М., 1910. — № 1. — С. 22—24.
- Баумгартен Н. А. София Владимировна, королева Датская, затем ландграфиня Тюрингенская // Летопись историко-родословного общества. — М., 1910. — № 1. — С. 25—30.
- Баумгартен Н. А. Елена Ростилавна Смоленская, жена Казимира II Польского // Летопись историко-родословного общества. — М., 1910. — № 1. — С. 31—37.
- Баумгартен Н. А. Происхождение князей Вишневецких, Збаражских и Воронецких // Летопись историко-родословного общества. — М., 1910. — № 4. — С. 27—33.
- Баумгартен Н. А. Предслава (Передслава) Святополковна, жена Альмоса Венгерского // Летопись историко-родословного общества. — М., 1910. — № 4. — С. 34—40.
- Баумгартен Н. А. Ярослав Святополкович. Князь Владимиро-Волынский // Известия Русского императорского генеалогического общества. — СПб., 1911. — № 4. — С. 35—49.
- Баумгартен Н. А. Князья Волховские и Изяслав Мстиславич // Летопись историко-родословного общества. — М., 1912. — № 2. — С. 11—23.
- Баумгартен Н. А. Сбыслава Святополковна, жена Болеслава Кривоустого // Летопись историко-родословного общества. — М., 1912. — № 2. — С. 24—26.
- Баумгартен Н. А. Дополнение к заметке о Кунигунде Орламюндской // Летопись историко-родословного общества. — М., 1912. — № 2. — С. 27.
- Баумгартен Н. А. Мария Мстиславна, жена Всеволода II Ольговича // Летопись историко-родословного общества. — М., 1912. — № 2. — С. 28.
- Баумгартен Н. А. Евфросиния, княгиня Пинская // Известия Русского императорского генеалогического общества. — М., 1912. — № 12. — С. 12—21.
- Баумгартен Н. А. К происхождению князей Вяземских // Летопись историко-родословного общества. — М., 1915. — № 1—4. — С. 64—69.
- Баумгартен Н. А. Ода Штаденская, внучатая племянница папы Льва IX — невестка Ярослава Мудрого // Благовест. — Париж, 1930. — № 1. — С. 95—102.
- Баумгартен Н. А. Добронега Владимировна, королева польская, дочь св. Владимира // Благовест. — Париж, 1930. — № 2—3. — С. 102—109.
- Баумгартен Н. А. София русская — королева датская, а затем ландграфиня тюрингская // Seminarium Kondakovianum. — Prague, 1931. — Т. 4. — С. 95—104.
- Baumgarten N. Généalogies et mariages occidentaux des Rurikides Russes du X-e au XIII-е siècle // Orientalia Christiana. — Roma, 1927. — 95 p.
- Baumgarten N. Olaf Trygwison roi de Norvège et ses relations avec Saint Vladimir de Russie // Orientalia Christiana. — Roma, 1930. — 65 p.
- Baumgarten N. Saint Vladimir et la conversion de la Russie // Orientalia Christiana. — Roma, 1932. — 65 p.
- Baumgarten N. Généalogie des branches régnantes de Rurikides du XII-е au XVI-е siècle. — Roma, 1934. — 86 p.
- Baumgarten N. Halich et Ostróg // Orientalia Christiana. — Roma, 1937. — P. 161—177.